# Henri Bernard-Maître
Pour les articles homonymes, voir Bernard et Henri Bernard (homonymie).
Henri Bernard (à partir de 1948: Henri Bernard-Maître), nom chinois Pei Huaxing 裴化行, né le 22 octobre 1889 à Châlons-sur-Marne et mort le 3 février 1975, à Gouvieux, était un prêtre jésuite français, missionnaire en Chine de 1924 à 1947 et supérieur de la mission jésuite de Xianxian 献县 (Sien Hsien, province de Hebei, comté de Cangzhou) en Chine.
Sinologue en ses temps libres et durant ses missions, il a laissé divers écrits d'intérêt historique sur la Chine, mais aussi le Japon, le Vietnam et les Philippines où il a passé une partie de sa vie de missionnaire. 
Outre plusieurs livres, il a écrit de nombreux articles sur la Chine dans plus de quarante revues périodiques. 
Remarques : 
- le mot "maître" a été ajouté à son nom en 1948[3]
- Il est parfois dénommé ou cité comme "R.P. Augustin Bernard"  (peut-être à la suite d'une erreur d'éditeur lors de la publication de l'un de ses ouvrages).

## Biographie
Il entre dans la Compagnie de Jésus, Province de Champagne, le 31 octobre 1908. 
Diplômé en mathématiques, il enseigne aux collèges jésuites de Reims et d'Amiens, puis est envoyé en 1924 en Chine comme professeur de mathématiques à l’école des hautes-études de Tientsin (Tianjin).
Les articles qu'il a laissés, publiés à partir de 1925, montrent aussi un important travail de chercheur et d'écrivain effectué à Xujiahui, Shanghai en 1937, puis à Tianjin deux ans plus tard.
De 1940 à 1947, il a enseigné la philosophie chinoise à Xianxian, puis à Tianjin. Il a créé la maison d'édition Cathasia qui va réimprimer les œuvres de missionnaires en Chine tels Léon Wieger et Séraphin Couvreur. 
De retour en France après la Seconde Guerre mondiale en 1947, il passe dix-huit ans à Paris puis dix au scolasticat des Fontaines, à Gouvieux. À l'Institut catholique de Paris, il crée l'Institut d'ethnologie et de sociologie religieuse.
Avec Joseph Dehergne, il fonde en 1974 le Colloque International de Sinologie, qui se réunit tous les trois ans à Chantilly.